# Slowdive
Slowdive je anglická shoegaze rocková hudební skupina, která vznikla ve městě Reading roku 1989. Své první album nazvané Just for a Day kapela vydala v roce 1991. Po vydání druhé desky Souvlaki (1993) kapelu opustil bubeník Simon Scott. S náhradním bubeníkem skupina vydala nahrávku Pygmalion (1995), avšak nedlouho poté odešli další členové, což znamenalo rozpad kapely (někteří členové Slowdive spolu následně založili novou skupinu Mojave 3). Skupina Slowdive byla obnovena roku 2014 v původní sestavě a roku 2017 vydala po dvaadvaceti letech nové studiové album Slowdive. Druhé album od návratu a páté celkově nazvané Everything Is Alive, vydali v září 2023.

## Diskografie
- 1991 – Just for a Day
- 1993 – Souvlaki
- 1995 – Pygmalion
- 2017 – Slowdive
- 2023 – Everything Is Alive